# Правила Полинга
Пра́вила По́линга — два кристаллохимических закона о структуре кристаллов. Впервые сформулированы Лайнусом Полингом.
Многие кристаллы имеют структуру на основе двух плотнейших упаковок: плотнейшей кубической упаковки и плотнейшей гексагональной упаковки. При этом плотнейшую упаковку формируют крупные ионы, и обычно это оказываются анионы, а мелкие ионы располагаются в пустотах трёх типов: в октаэдрических, тетраэдрических и треугольных позициях.
Правила Полинга просты и логичны, но они обобщают закономерности, которые выполняются на большинстве структур, и приносят большую пользу в изучении кристаллов.

## Первое правило Полинга
Первое правило Полинга гласит, что в плотнейших упаковках крупные (если отношение радиуса катиона к аниону больше 0,414) катионы располагаются в октаэдрических пустотах, меньшие катионы занимают тетраэдрические позиции (отношение радиусов от 0,414 до 0,215), и мелкие (меньше 0,215) треугольные.

## Второе правило Полинга
Второе правило Полинга требует, чтобы в стабильной структуре соблюдался локальный баланс валентностей, то есть сумма валентных усилий (отношение валентности атома к его координационному числу) всех ближайших соседей данного атома была бы равна или приблизительно равна его собственной валентности. Это правило делает маловероятным заполнение позиций с большим отклонением от локального баланса (больше 10-20 %).